# Bitwa pod Drohiczynem (19 VIII 1920)

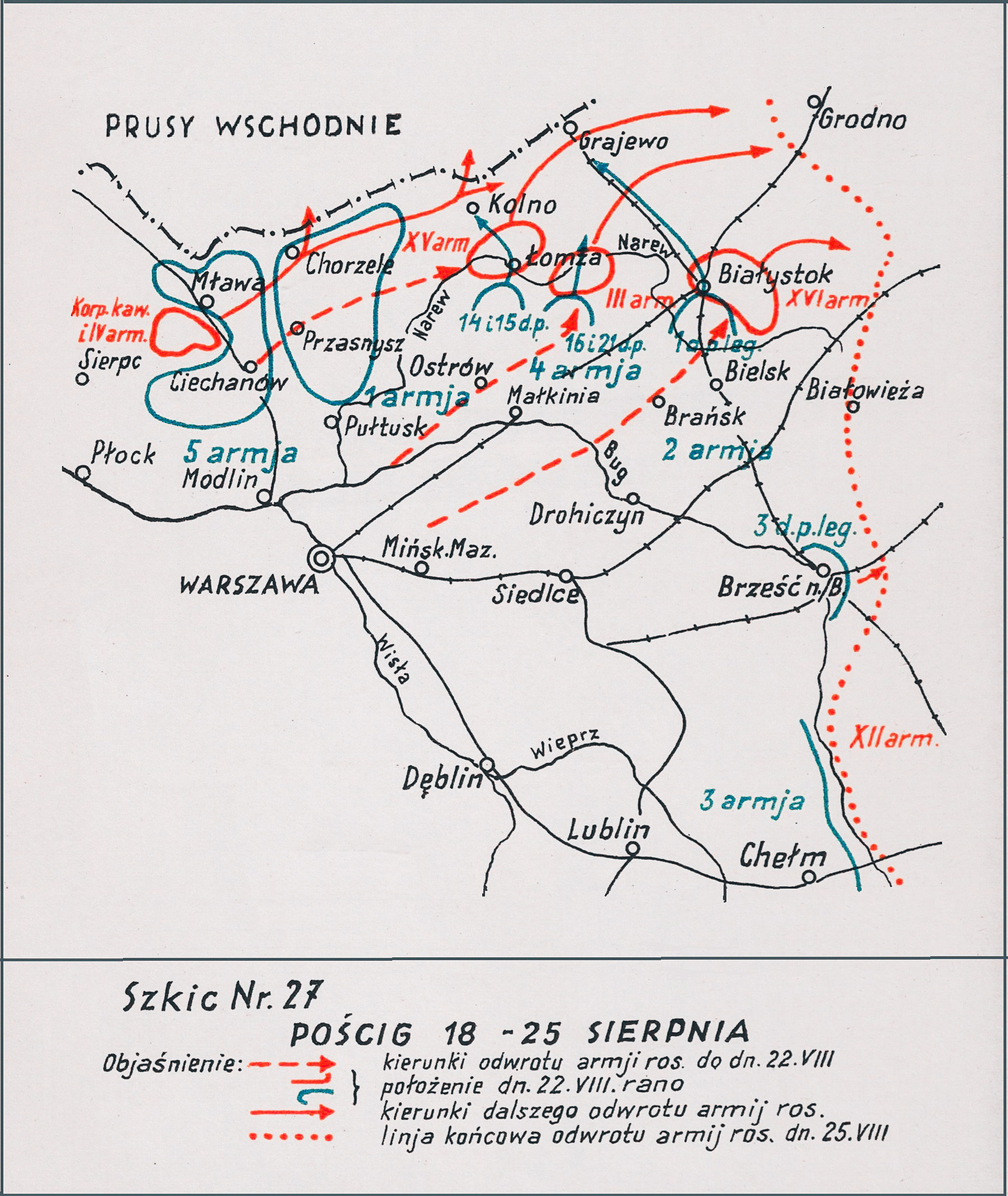
Adam Przybylski
Wojna polska 1918―1921

Bitwa pod Drohiczynem – walki polskiej 1 Dywizji Piechoty Legionów  z oddziałami sowieckiej 8. i 17 Dywizji Strzelców w czasie Bitwy Warszawskiej w okresie wojny polsko-bolszewickiej.

## Geneza
Realizując w drugiej połowie sierpnia 1920 operację warszawską, wojska polskie powstrzymały armie Frontu Zachodniego Michaiła Tuchaczewskiego. 1 Armia gen. Franciszka Latinika zatrzymała sowieckie natarcie na przedmościu warszawskim, 5 Armia gen. Władysława Sikorskiego podjęła działania ofensywne nad Wkrą, a ostateczny cios sowieckim armiom zadał marszałek Józef Piłsudski, wyprowadzając uderzenie znad Wieprza. Zmieniło to radykalnie losy wojny. Od tego momentu Wojsko Polskie było w permanentnej ofensywie.
Po klęsce nad Wisłą dowództwo sowieckie pospiesznie uzupełniało i reorganizowało ocalałe z pogromu jednostki. Uchodząca spod Warszawy 16 Armia Nikołaja Sołłohuba miała zorganizować obronę na Bugu pod Drohiczynem i Grannem. Jednakże na szlakach odwrotu większość jednostek tej armii ogarnęła panika i demoralizacja.

## Walczące wojska
| Jednostka                      | Dowódca                    | Podporządkowanie |
| Wojsko Polskie                 |                            |                  |
| 1 Dywizja Piechoty Legionów    | płk Stefan Dąb-Biernacki   | 2 Armia          |
| I Brygada Piechoty Legionów    | płk Edmund Knoll-Kownacki  | 1 DPLeg.         |
| ⇒ 1 pułk piechoty Legionów     | kpt. Zygmunt Wenda         | 1 DPLeg.         |
| → II/1 pułku piechoty Legionów | ppor. Edward Okulski       | 1 pp Leg         |
| ― 5/1pułku piechoty Legionów   |                            |                  |
| ― 6/1pułku piechoty Legionów   |                            |                  |
| ― 7/1pułku piechoty Legionów   | ppor. Henryk Sochański     | gr. szturmowa    |
| ― 8/1pułku piechoty Legionów   | ppor. Władysław Broniewski | gr. szturmowa    |
| → II/1 pułku artylerii polowej |                            | gr. wsparcia     |
| ― 5/1 pułku artylerii polowej  |                            | gr. wsparcia     |
| Armia Czerwona                 |                            |                  |
| 8 Dywizja Strzelców            | komdyw Andriej Riabinin    | 16 Armia         |
| 17 Dywizja Strzelców           | komdyw. K. Niewieżyn       | 16 Armia         |

## Walki pod Drohiczynem
Po pokonaniu Sowietów nad Wieprzem, główne siły 2 Armii gen. Edwarda Rydza-Śmigłego kierowały się w kierunku Drohiczyna i Grannego z zadaniem opanowania przepraw na Bugu. Rano 18 sierpnia 1920 1 pułk piechoty Legionów, wzmocniony II dywizjonem 1 pułku artylerii polowej Legionów, opuścił Międzyrzec Podlaski i jako awangarda 1 Dywizji Piechoty Legionów płk. Stefana Dęba-Biernackiego ruszył na Drohiczyn. Około 18.00 pułk dotarł do Łosic. Wobec uzyskanej od jeńców informacji, że Sowieci z dużą ilością taborów przeprawiają się przez Bug pod Drohiczynem, dowódca I Brygady Piechoty Legionów, płk Edmund Knoll-Kownacki, polecił natychmiast skierować tam jeden batalion 1 pułku piechoty Legionów, przewożąc go podwodami. Dowódca 1 pp Leg. mjr Wenda wyznaczył do tego zadania II batalion ppor. Okulskiego i wzmocnił go 5 baterią 1 pułku artylerii polowej.
Grupa szturmowa w sile 7 kompanii ppor. Sochańskiego i 8 kompania ppor. Władysława Broniewskiego o północy z 18 na 19 sierpnia podjechała pod Tokary. Stąd kompanie skierowały się pieszo do mostu na Bugu. Około 3.00 obie kompanie przeszły przez pozostawiony przez Sowietów bez ochrony most i wkroczyły do miasteczka na prawym brzegu Bugu. Pojawienie się legionistów całkowicie zaskoczyło odpoczywające oddziały 8 i 17 Dywizji Strzelców oraz uderzeniową grupę artylerii Jakowlewa. Żołnierze polscy granatami ręcznymi zniszczyli kwatery sztabów 8 i 17 DS. Poległ dowódca 8 Dywizji Strzelców Andriej Riabinin, a większość oficerów obu sztabów dostała się do niewoli. Do niewoli dostał się w całości batalion złożony z ochotników narodowości żydowskiej z Kałuszyna, Garwolina i Siedlec. Grupa uderzeniowa artylerii zdołała w ostatniej chwili ujść, tracąc jedno działo.
Wycofywały się też tabory, ale ich osłona złożona z pododdziałów strzelców zorganizowała kontratak. Wspierał go samochód ciężarowy, na którym ustawiono dwa ciężkie karabiny maszynowe. Sowiecki kontratak został załamany ogniem 7 i 8 kompanii, a samochód ciężarowy został zniszczony. O świcie w rejon bitwy podeszła 6 kompania i podjęła pościg za wycofującym się przeciwnikiem. Tym razem Sowieci zaatakowali odsłonięte lewe skrzydło II batalionu od zachodu. Atakujący odrzucili jeden pluton 8 kompanii i dwa wracające plutony 6 kompanii, które cofały się w stronę mostu, aby zorganizować tam obronę i zapewnić możliwość odwrotu pozostałym pododdziałom. Sowieci wdarli się do miasta na tyły 7 kompanii i wymusili wycofanie się 7 i 8 kompanii wschodnim skrajem Drohiczyna na południe, do zakola Bugu. II batalion znalazł się w trudnym położeniu, ale przeciwnik, uzyskawszy możliwość odwrotu, nie ryzykował dalszej walki i szybko wycofał się szosą na wschód. Kompanie zebrane przez ppor. Okulskiego z łatwością po raz kolejny opanowały miasto, biorąc do niewoli około 400 jeńców i dwa działa.

## Bilans walk
Walki pod Drohiczynem zakończyły się sukcesem wojsk polskich. Po opanowaniu przez 1 Dywizję Piechoty Legionów przepraw na Bugu w Drohiczynie oraz zdobyciu pobliskiego Frankopola i Skrzeszewa przez jazdę ochotniczą mjr. Jaworskiego, cofające się znad Wisły resztki sowieckiej 16 Armii musiały prowadzić odwrót przez Granne i Nur. Spowodowane tym opóźnienie odwrotu zadecydowało o klęsce 16 Armii w bitwie pod Białymstokiem. Straty polskie wyniosły 3 poległych i 12 rannych. Straty sowieckie nieznane.